# John Douglas Cockcroft
Sir John Douglas Cockcroft, OM, CBE, KCB, angleški fizik, * 27. maj 1897, Todmorden, Anglija, † 18. september 1967, Cambridge, Anglija.
Cockcroft je leta 1951 skupaj z Waltonom prejel Nobelovo nagrado za fiziko »za pionirsko delo o pretvorbi atomskega jedra z umetno pospešenimi atomskimi delci.«
Kraljeva družba iz Londona mu je leta 1950 podelila svojo kraljevo medaljo.